# Produktions- og konstruktionsstyrken i Xinjiang
Produktions- og konstruktionsstyrken i Xinjiang, og kendt under under sin kinesiske forkortelse Bingtuan, er en unik økonomisk og halvmilitær organisation som arbejder i den autonome regionen Xinjiang i Folkerepublikken Kina.
Styrken, som blev grundlagt af Wang Zhen i 1954, hører under Folkets befrielseshær og bestod i starten af tropper som havde underkuet den Anden Østturkestanske Republik. Disse soldater organiseredes i statsejede landbrug som skulle befæste den kinesiske kontrol over området, hvilket lagde grunden for en øget hankinesisk indflytning i regionen.
Produktions- og konstruktionsstyrken udøver i praksis flere administrative funktioner i Xinjiang og driver flere markedsøkonomiske projekter. Størstedelen af styrkens ansatte er hankinesere og organisationen udpeges nogle gange som et organ som har til hensigt at kolonisere regionen med hankinesere.
Styrkens partiafdeling i Kinas kommunistiske parti har samme niveau i partihierarkiet som en provins. Xinjiangs partisekretær Zhang Chunxian er politiske kommissær i styrken.